# Modriča
Modriča (serbisch-kyrillisch Модрича) ist eine Stadt im Norden von Bosnien und Herzegowina und Hauptort der gleichnamigen Gemeinde mit knapp 28.000 Einwohnern. Seit dem Bosnienkrieg gehört sie zur Republika Srpska.

## Geographie
Modriča liegt am Unterlauf der Bosna in der überwiegend landwirtschaftlich genutzten Posavina-Ebene. Ein großer Teil des Gemeindegebietes wird von bewaldeten Höhenzügen eingenommen: Vučjak (367 m) auf dem linken Ufer, Trebava (644 m) auf dem rechten Ufer der Bosna.
Benachbarte Gemeinden sind Brod, Šamac, Derventa, Doboj, Donji Žabar, Gradačac, Odžak, Pelagićevo und Vukosavlje.

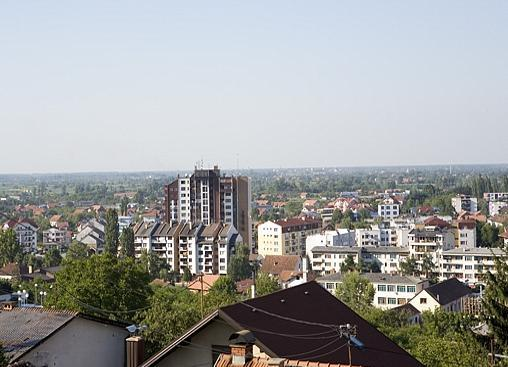
Blick auf die Stadt

## Geschichte
Die heutige Siedlung hat sich seit dem 13. Jahrhundert entwickelt.
Vom Bosnienkrieg 1992–95 war Modriča aufgrund seiner Korridorlage zwischen den von der VRS kontrollierten Gebieten im Westen und Osten, jenen unter Kontrolle der HVO im Norden sowie dem Gebiet der ARBiH im Süden relativ stark betroffen.

## Bevölkerung
Bei der Volkszählung 1991 hatte die Gemeinde Modriča 35.613 Einwohner.
- Serben: 12.534 (35,20 %)
- Bosniaken: 10.375 (29,13 %)
- Kroaten: 9.805 (27,53 %)
- Jugoslawen: 1.851 (5,20 %)
- Andere: 1.048 (2,94 %)

Die eigentliche Stadt hatte 10.454 Einwohner.
- Bosniaken: 5.252 (60,06 %)
- Serben: 2.420 (17,54 %)
- Jugoslawen: 1.347 (15,33 %)
- Kroaten: 1.134 (3,89 %)
- Andere: 301 (3,18 %)

Die Gemeinde umfasst die folgenden Orte: Babešnica, Botajica, Čardak, Dobra Voda, Dobrinja, Dugo Polje, Garevac, Jakeš, Kladari Donji, Kladari Gornji, Koprivna, Kužnjača, Miloševac, Modriča, Modrički Lug, Pećnik, Riječani Donji, Riječani Gornji, Skugrić Gornji, Tarevci, Vranjak und Gnionica.

## Kultur
Die Stadt hat ein Kulturzentrum und eine Sporthalle, in welcher verschiedene Events stattfinden. Im Sommer findet seit einigen Jahren ein Basketball-Turnier statt. Ein Motorrad-Treffen, die Motoriada, macht Modrica jedes Jahr zum Mekka für Motorrad-Fans. Am Wochenende ist die Stadt sehr lebendig, die Cafés sind meistens voll. Es gibt mehrere Diskotheken und einen Nachtclub.

## Wirtschaft
Größter Arbeitgeber der Stadt ist die 1954 gegründete Ölraffinerie. Es gibt auch eine Schuhfabrik, welche über 100 Mitarbeiter beschäftigt. Seit dem Krieg wächst die Stadt kontinuierlich, auch entstehen neue Firmen, besonders im Baugewerbe.

### Verkehr
Parallel zur Bosna verlaufen die Eisenbahnstrecke Sarajevo–Doboj–Šamac und die Magistralstraße M17. Eine Autobahn ist in Planung.

## Sport
Modriča ist Heimat des Fußballvereins FK Modriča Maxima, der zwischen 2003 und 2010 in der bosnischen Premijer Liga spielte und zurzeit in der Prva Liga RS an den Start geht. Außerdem existieren ein Volleyballklub (OK Modriča Optima), ein Basketball- und ein Kampfsportverein.

## Söhne und Töchter der Stadt
- Nada Topčagić (* 1953), Folk-Sängerin
- Milan Jelić (1956–2007), Politiker, 2006/2007 Präsident der Republika Srpska
- Marta Savić (* 1966), Folk-Sängerin
- Jusuf Dajić (* 1984), Fußballspieler
- Petar Jelić (* 1986), Fußballspieler
- Milana Božić (* 2000), Volleyballspielerin